# Sultanat de Hamahamet
Le sultanat de Hamahamet était un royaume situé au nord de Ngazidja (Grande Comore), ayant pour capitale Mbéni. Les souverains de ce sultanat appartenaient à la lignée des Fwambaya, qui inclut également les branches Itsandra et Washili,.

## Liste des sultans de Hamahamet
1. Inyehelé[4]
2. Ndudju bin Mhasi[5]
3. Dari Mna Mhoma
4. Mna Badi bin Badi
5. Sharifu wa Mna Badi
6. Mna Trambwé
7. Mna Mahuu
8. Helé Fumu Kadifu wa Mna Mhoma
9. Madidjomba Mna Nkongwañama
10. Fé Ntibé
11. Hadji Nofumu
12. Neema Fedha[6]
13. Mbafumu ibn Sultan Boina Hadji
14. Sultan Boina Hadji bin Moussa Al Ba Wazir Al Abbassi Al Hachimi[7]

## Histoire
Le Sultanat de Hamahamet a joué un rôle clé dans l'histoire politique et culturelle de la Grande Comore. Il était notamment reconnu pour ses liens dynastiques et sa filiation avec la lignée des Fwamabaya, laquelle se décline en sous-branches telles que Itsandra et Washili. Ces affiliations témoignent de l'influence des réseaux familiaux et tribaux dans l'organisation du pouvoir et la légitimation des souverains.

## Héritage
Aujourd’hui, Mbéni reste un centre historique important, et plusieurs familles locales revendiquent encore une descendance des anciens sultans du Hamahamet.